# Stylidium leptophyllum
Stylidium leptophyllum este o specie de plante dicotiledonate din genul Stylidium, familia Stylidiaceae, ordinul Asterales, descrisă de Dc.. Conform Catalogue of Life specia Stylidium leptophyllum nu are subspecii cunoscute.